# Oreobates
Oreobates is een geslacht van kikkers uit de familie Strabomantidae. De groep werd voor het eerst wetenschappelijk beschreven door Jiménez de la Espada in 1872. Later werd de wetenschappelijke naam Teletrema gebruikt.
Er zijn 25 soorten, inclusief de pas in 2018 beschreven soort Oreobates antrum. Alle soorten komen voor in Zuid-Amerika; in Argentinië, Bolivia, Brazilië, Ecuador en Peru.

## Soorten
Geslacht Oreobates
- Oreobates amarakaeri Padial, Chaparro, Castroviejo-Fisher, Guayasamin, Lehr, Delgado, Vaira, Teixeira, Aguayo-Vedia & De la Riva, 2012
- Oreobates antrum Vaz-Silva, Maciel, Andrade & Amaro, 2018
- Oreobates ayacucho (Lehr, 2007)
- Oreobates barituensis Vaira & Ferrari, 2008
- Oreobates berdemenos Pereyra, Cardozo, Baldo & Baldo, 2014
- Oreobates chiquitanus Pansonato, Motta, Cacciali, Haddad, Strüssmann & Jansen, 2020
- Oreobates choristolemma (Harvey & Sheehy, 2005)
- Oreobates crepitans (Bokermann, 1965)
- Oreobates cruralis (Boulenger, 1902)
- Oreobates discoidalis (Peracca, 1895)
- Oreobates gemcare Padial, Chaparro, Castroviejo-Fisher, Guayasamin, Lehr, Delgado, Vaira, Teixeira, Aguayo-Vedia & De la Riva, 2012
- Oreobates granulosus (Boulenger, 1903)
- Oreobates heterodactylus (Miranda-Ribeiro, 1937)
- Oreobates ibischi (Reichle, Lötters & De la Riva, 2001)
- Oreobates lehri (Padial, Chaparro & De la Riva, 2007)
- Oreobates lundbergi (Lehr, 2005)
- Oreobates machiguenga Padial, Chaparro, Castroviejo-Fisher, Guayasamin, Lehr, Delgado, Vaira, Teixeira, Aguayo-Vedia & De la Riva, 2012
- Oreobates madidi (Padial, Gonzales-Álvarez & De la Riva, 2005)
- Oreobates pereger (Lynch, 1975)
- Oreobates quixensis Jiménez de la Espada, 1872
- Oreobates remotus Teixeira, Amaro, Recoder, Sen & Rodrigues, 2012
- Oreobates sanctaecrucis (Harvey & Keck, 1995)
- Oreobates sanderi (Padial, Reichle & De la Riva, 2005)
- Oreobates saxatilis (Duellman, 1990)
- Oreobates yanucu Köhler & Padial, 2016
- Oreobates zongoensis (Reichle & Köhler, 1997)

Bahius ·
Barycholos ·
Bryophryne ·
Euparkerella ·
Holoaden ·
Microkayla ·
Noblella ·
Psychrophrynella ·
Qosqophryne